# Medal za Działania Humanitarne
Medal za Działania Humanitarne (ang. Medal for Humane Action) – medal Sił Zbrojnych Stanów Zjednoczonych, ustanowiony 20 lipca 1949 roku na mocy ustawy (63 Stat. 477) Kongresu Stanów Zjednoczonych. Medal miał na celu wyróżnienie członków amerykańskiego personelu wojskowego, którzy pełnili służbę na moście powietrznym podczas blokady Berlina.

## Opis
Medal został zaprojektowany przez Thomasa Hudsona Jonesa z Army Heraldic Section, jest wykonany z brązu i ma średnicę 32 mm. Awers przedstawia górny rzut samolotu transportowego Douglas C-54 Skymaster nad dwoma kłosami pszenicy, symbolizującymi żywność dostarczaną do miasta drogą powietrzną w czasie blokady. U dołu, w miejscu zetknięcia się kłosów znajduje się herb Berlina. Na rewersie widnieje pieczęć Departamentu Obrony oraz napis For Humane Action / To Supply Necessities of Life to the People of Berlin Germany (pol. Za działania humanitarne / Zaopatrzenie ludności Berlina w artykuły pierwszej potrzeby). Medal jest zawieszony na wstążce, utrzymanej głównie w kolorze turkusowym, z czarnymi krawędziami oddzielonymi cienkimi białymi paskami. Pośrodku znajduje się czerwony pasek z cienkimi białymi paskami oddzielającymi go od głównego pola turkusu.